# Eulmont
Eulmont is een gemeente in het Franse departement Meurthe-et-Moselle in de regio Grand Est. De plaats maakt deel uit van het arrondissement Nancy. Eulmont telde op 1 januari 2022 1.116 inwoners.

## Geschiedenis
De gemeente maakte voor 2015 deel uit van het kanton Malzéville. Toen het kanton op 22 maart 2015 werd opgeheven werd Eulmont opgenomen in het op die dag gevormde kanton Le Grand Couronné.

## Geografie
De oppervlakte van Eulmont bedraagt 7,97 vierkante kilometer; Op 1 januari 2022 was de bevolkingsdichtheid 140 inwoners per km².

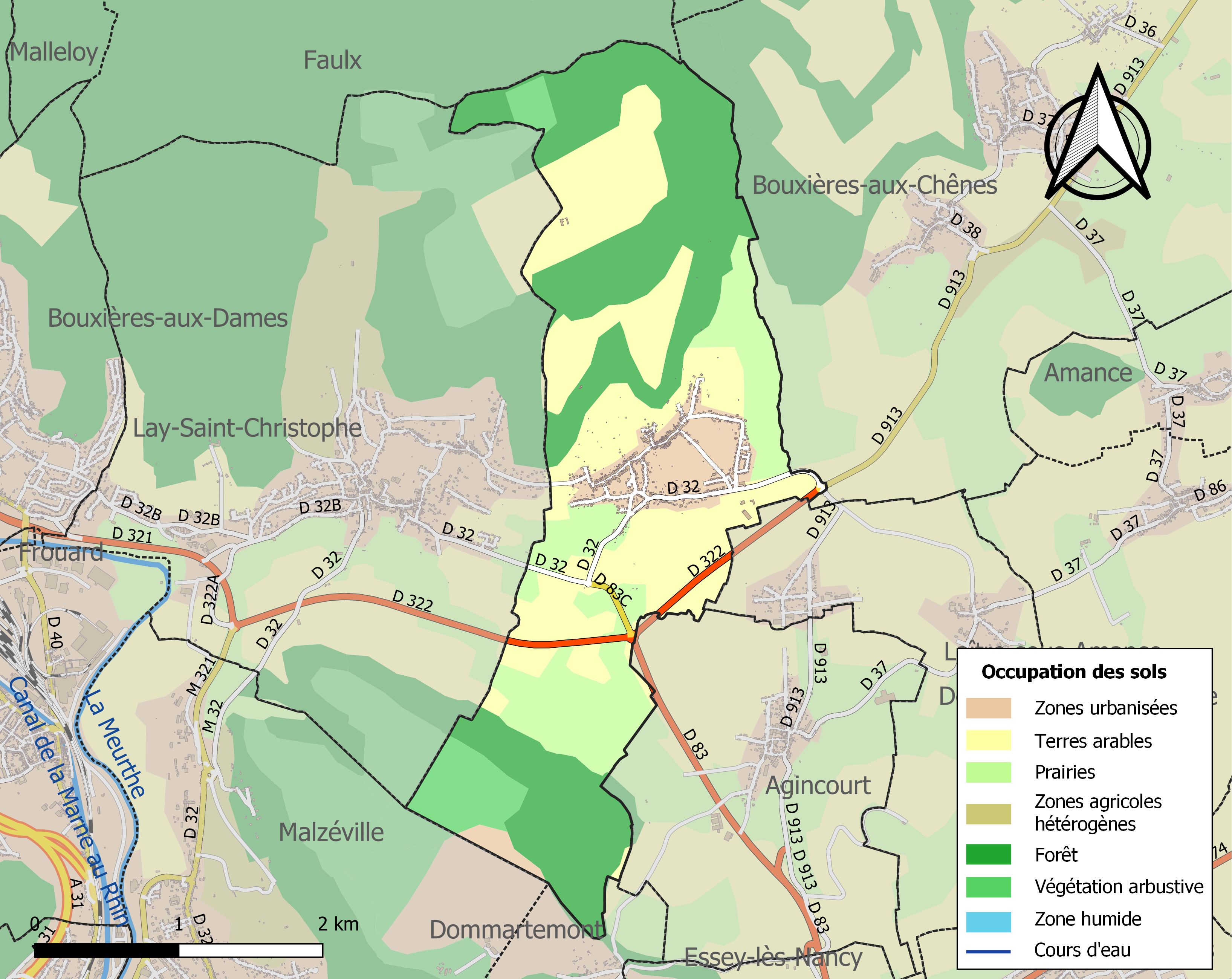
Kaart van de gemeente met de belangrijkste infrastructuur, bodemgebruik en omliggende gemeenten

## Demografie
Onderstaande figuur toont het verloop van het inwonertal.
Agincourt · Amance · Art-sur-Meurthe · Bouxières-aux-Chênes · Buissoncourt · Cerville · Champenoux · Dommartin-sous-Amance · Erbéviller-sur-Amezule · Eulmont · Gellenoncourt · Haraucourt · Laître-sous-Amance · Laneuvelotte · Laneuveville-devant-Nancy · Lenoncourt · Mazerulles · Moncel-sur-Seille · Pulnoy · Réméréville · Saulxures-lès-Nancy · Seichamps · Sornéville · Velaine-sous-Amance